# 花沼政吉
花沼 政吉（はなぬま まさきち、1832年 - 1895年）は、人形師、彫刻家、版画家。
彼の作品の多くはアメリカやイギリスでコレクションされ、Ripley's Believe It or Not!やシェフィールド博物館（1890年代の東洋の美術品や珍品を扱ったディーキン兄弟の父の出身地）によって保存されている。胡粉の肌に生えた毛まで再現された裸体の日本人男性が小さな仮面を手にした等身大程度の姿が表現された作品で知られる。これは1906年から1985年頃までサンフランシスコで展示され、所有者のアート・サルーンの土産物のトークンにも描かれ、本人をモデルにしている。この精巧な像は語り継がれ、1934年に購入したロバート・リプリーは怖がらせるために夜の客間に置いた。同年にシカゴ万博で展示されるなどして現在に至る。

## 経歴
19世紀後半にアメリカに移住。1880年、結核にかかり余命数か月と宣告された花沼は恋人、メアリーのために自らの生人形を作り始め、寸法は同じで自分の頭髪や爪、同じ毛穴の場所に眉毛、髭、陰毛、そして歯を抜いて像にはめ込んで1885年に完成させた。しかし生人形を見た彼女は嫌悪して花沼と二度と会うことはなかった。余命数か月と言われた花沼は誤診だったとみられ、それから10年間生存したのち、貧困の中で死去した。63歳没。1934年、リプリーはその生人形を10ドルで購入した。
この生人形は本人の姿が精巧に再現され、2000から5000ともいわれる木片で蟻継、接着剤、木釘のみで接合された。継ぎ目はなく、漆塗りされた筋肉、骨、静脈など細部まで表現されている。また、眼は医療用のガラス製のものを入れた。皮膚の毛穴は生人形に穴を空けて毛を差した。
リプリーに購入されて彼が亡くなる1949年までカリフォルニアの施設に保管された。死後、複数の施設に渡り、1994年にロサンゼルスの施設に移った。その後、アムステルダムのダム広場にある施設が所有、レプリカがロンドンのピカデリーサーカスの施設にある。